# Glyphomitrium tortifolium
Glyphomitrium tortifolium là một loài rêu trong họ Ptychomitriaceae. Loài này được Y. Jia, M.Z. Wang & Y. Liu mô tả khoa học đầu tiên năm 2005.